# Lijst van grietenijsecretarissen van Haskerland
Lijst van grietenijsecretarissen van Haskerland van midden 16e eeuw tot 1802
| Persoon                                | Periode     |
| -------------------------------------- | ----------- |
| Tyaerdt Hijlckes                       | 15xx - 15xx |
| Jelle Lyckleszoon                      | 1565 - 1581 |
| Jelle Broers Hylckama                  | 1582 - 15xx |
| Ambrosius Gellius van Hylckama         | 16xx - 16xx |
| Pieter Jelles van Hylckama             | 1619 - 16xx |
| Broer Jelles Hylckama                  | 1653 - 16xx |
| Jacobus Keverling                      | 1669 - 1671 |
| Heinsius Johannis Heinsius             | 1671 - 16xx |
| S. van Echten                          | 1687        |
| Philippus Hugo Vegilin van Claerbergen | 1687 - 1689 |
| Jan Tjeerds Tadema                     | 1689 - 1718 |
| Cyprianus Tadema                       | 1718 - 17xx |
| N. Baerd                               | 17xx - 1739 |
| Barent/Bernardus Munniks               | 1739 - 1776 |
| Jan Willem Wiaerda                     | 1776 - 1794 |
| Henricus Cannegieter                   | 1794 - 1796 |
| Pieter Regnery                         | 1796 - 1802 |